# Fallada: Letztes Kapitel
Pour plus de détails, voir Fiche technique et Distribution.
Fallada: Letztes Kapitel est un film est-allemand réalisé par Roland Gräf, sorti en 1988.

## Synopsis
Les dix dernières années de la vie de l'écrivain Hans Fallada (1893-1947).

## Fiche technique
- Titre : Fallada: Letztes Kapitel
- Réalisation : Roland Gräf
- Scénario : Christel Gräf, Roland Gräf et Helga Schütz
- Photographie : Roland Dressel
- Montage : Monika Schindler
- Société de production : Deutsche Film
- Pays :  Allemagne de l'Est
- Genre : Biopic
- Durée : 101 minutes
- Dates de sortie : 
  -  Allemagne de l'Est : 20 mai 1988

## Distribution
- Jörg Gudzuhn : Hans Fallada
- Jutta Wachowiak : Anna Fallada
- Katrin Saß : Ursula Losch
- Corinna Harfouch : Else-Marie Bukonje
- Ulrike Krumbiegel : Anneliese
- Marga Legal : la mère de Fallada

## Distinctions
Le film a été présenté en sélection officielle en compétition lors de Berlinale 1989.